# Mens agitat molem

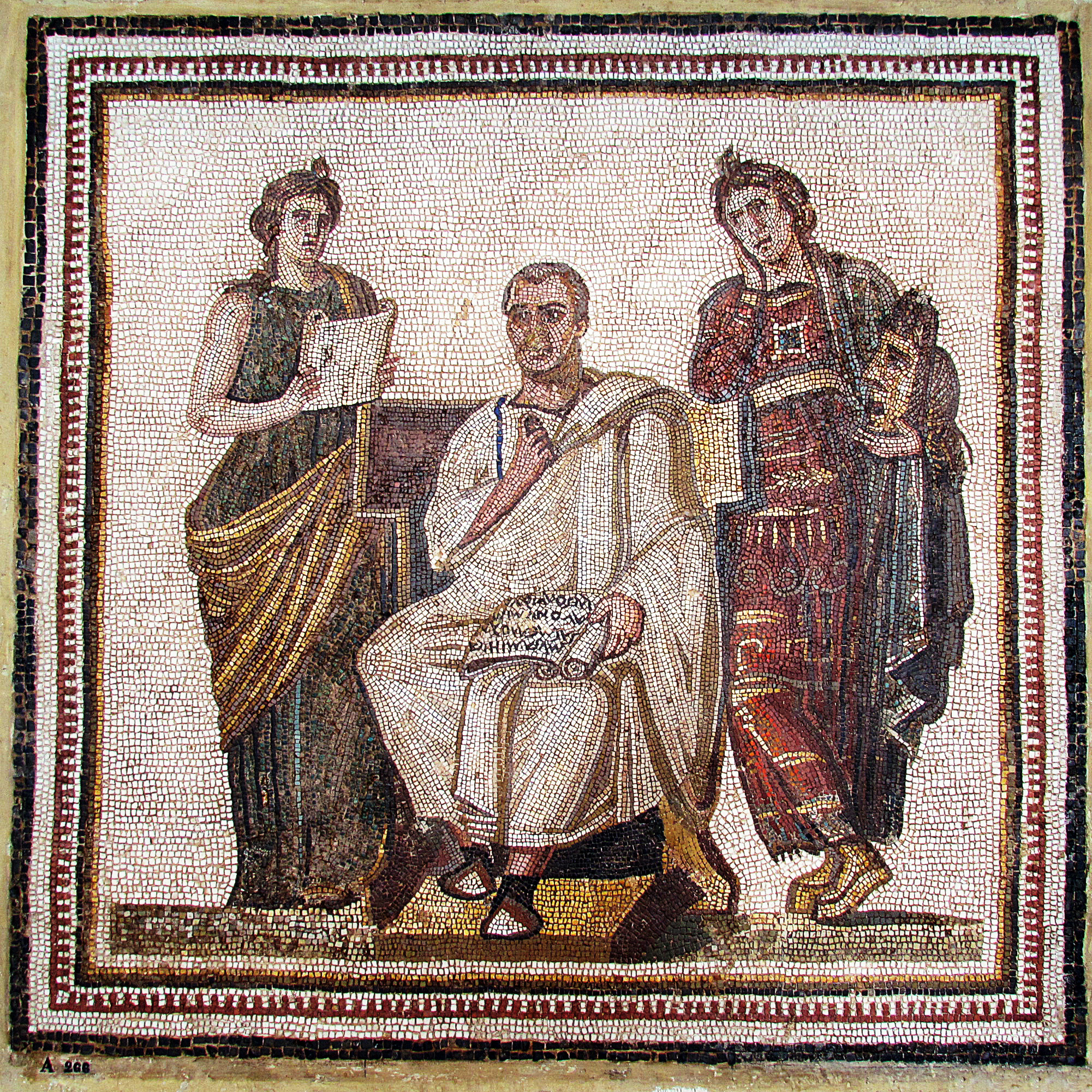
Virgilio con lEneide tra Clio e Melpomene (Museo nazionale del Bardo, Tunisi)

La locuzione latina Mens agitat molem, tradotta letteralmente, significa lo spirito vivifica la materia. (Virgilio, Eneide, VI, 727).
La locuzione, in origine, esprimeva una concezione panteistica secondo la quale l'universo sarebbe animato da un principio intrinseco che darebbe forma e moto agli enti. Oggi, però, si adopera con significato sostanzialmente diverso, per esprimere la supremazia e le vittorie dello spirito sulla materia bruta.